# Orléans Loiret Basket
O Entente Orléanaise é um clube profissional de basquetebol sediado na cidade de Orléans, França que atualmente disputa a Liga Francesa. Foi fundado em 1993 e manda seus jogos no CO'Met Arena com capacidade para 10.134 espectadores.

## Títulos

### Domésticos
2ª Divisão Francesa
- Campeões (1): 2005–06

Copa da França
- 2009-10